# 愛ある日々 (クイーンの曲)
『愛ある日々』（あいあるひび, 英語: One Year of Love）は、クイーンの楽曲で、ジョン・ディーコンにより作詞作曲され、アルバム『カインド・オブ・マジック』にも収録されている。

## 解説
クリストファー・ランバート主演の映画「ハイランダー 悪魔の戦士」の挿入歌としてジョンによって書かれた曲である。
ヴォーカルはフレディ・マーキュリーが務めている。
ジョンはヤマハ・DX7のシンセサイザーを演奏しており、リントン・ネイフが指揮を担当するオーケストラがレコーディングに参加している。

## リリース
フランスとスペインでのみシングルとしてリリースされ、シングルのB面は「ギミ・ザ・プライズ」であった。
演奏時間が6分41秒のエクステンデッド・ヴァージョンたるものも存在し、こちらのバージョンは2002年にリリースされたDVD「ハイランダー 悪魔の戦士」のボーナスCDに収録された。

## 演奏
クイーン
- フレディ・マーキュリー - リードヴォーカル、コーラス
- ジョン・ディーコン - ベース、シンセサイザー、サンプラー、ドラムマシン
- ロジャー・テイラー - タンバリン

外部ミュージシャン
- スティーブ・グレゴリー – テナー・サクソフォーン
- リントン・ネイフ – ストリングスアレンジ

## チャート・パフォーマンス
| Charts (1986) | Peak position |
| ------------- | ------------- |
| France        | 56            |